# 한국복숭아수출연합회
한국복숭아수출연합회는 수출에 적합한 복숭아 신품종 재배기술 향상과 생산·가공·유통의 정보교환으로 내수를 진작시키며 국제경쟁력을 강화하여 수출확대 및 농가소득증대에 기여할 목적으로 2009년 9월 11일 설립된 대한민국 농림수산식품부 소관의 사단법인이다. 사무실은 충청북도 청주시 흥덕구 지동동 497-2에 있다.